# 三带金蛛
三带金蛛（学名：Argiope trifasciata）为园蛛科金蛛属的动物。其种加词“trifasciata”意为“三条的”。分布于全球性分布以及中国大陆的海南、广东等地，多生活於田边的仙人掌上或杂草间。它在欧洲的某些地区被发现，包括伊比利亚半岛、加那利群岛和马德拉群岛。
它们的珠网可达到的直径60厘米左右。珠网长度取决于蜘蛛的大小，直径最大可以达到2米左右。

## 亚种
- Simon, 1906 (Sudan)
- Simon, 1900 (Hawaii)